# 十字-帕凯广场
十字-帕凯广场（Place Croix-Paquet）是法国里昂的一个广场，位于里昂第一区红十字山的山坡。Griffon街、Capucins街和 montée Saint-Sébastien交汇于此。广场所在的区域被联合国教科文组织列为世界遗产。

## 历史
1628年，商人吉恩帕凯在广场上竖立了一个十字架。这个十字架取代先前在1562年被加尔文主义者砍倒的棕榈十字架（Croix des Rameaux）。除了十字架不再存在，广场与17世纪的模样没有变化。
随着时间的推移，该广场先后被命名为：棕榈广场（Place des Rameaux，1745）、神学院广场（Place du Séminaire，1810）、Place du Compère、棕榈十字广场（Place de la Croix des Rempeaux）。广场上的大神学院，现在是沿着阿尔萨斯-洛林街的花园。部分空间被通往红十字山的缆车占据。住在这条街的名人有设计师Jaley（1788），马修杜兰德（1810）。

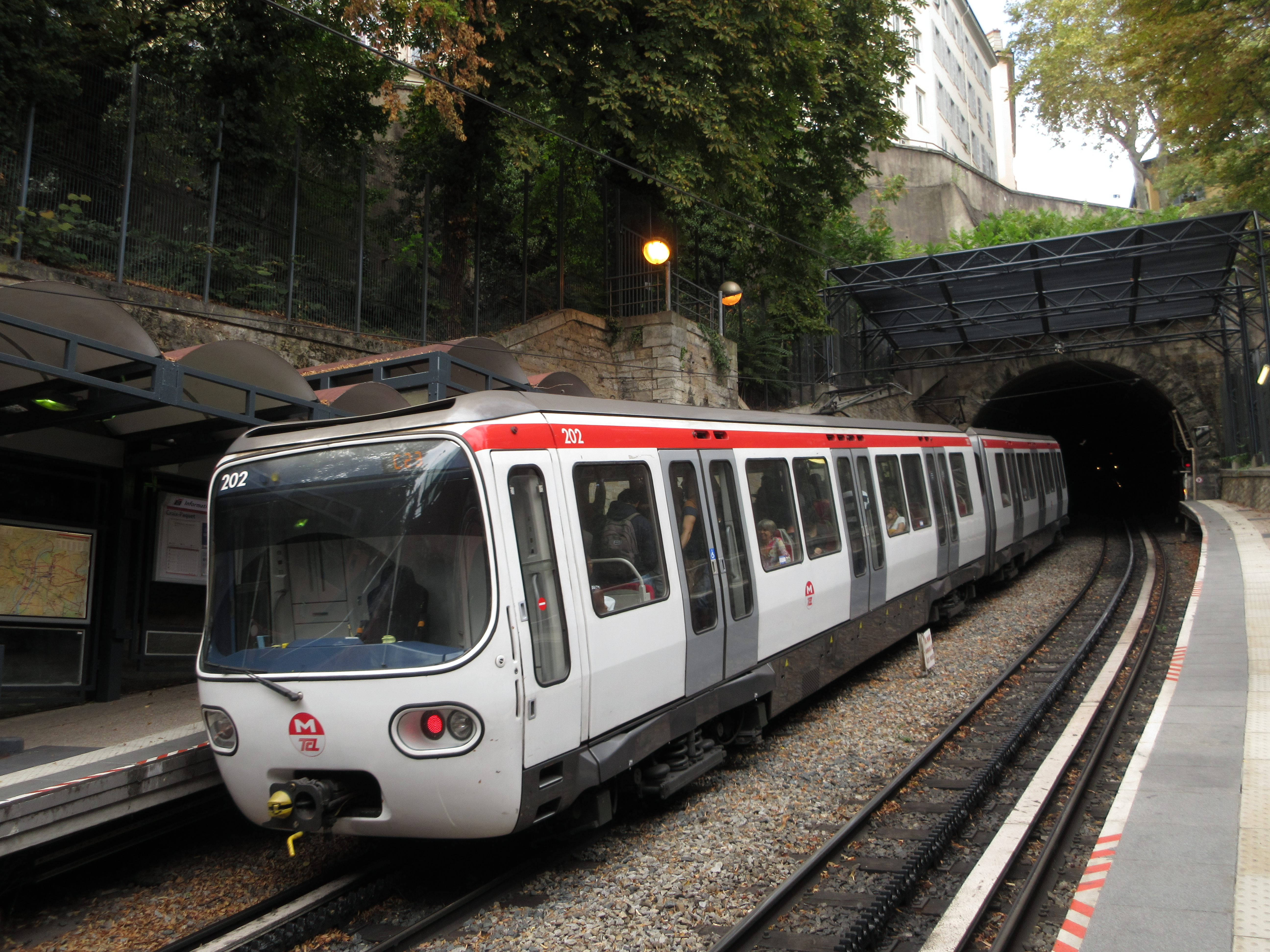

广场上有许多商店，包括杂货店，理发店，医生，心理学家，房地产中介机构，药店，餐厅，洗衣店。 该处有地铁C线的十字-帕凯站，还有十字-帕凯缆车，于1891年4月12日通车。